# Euploea depunctata
Euploea depunctata är en fjärilsart som beskrevs av Hans Fruhstorfer 1910. Euploea depunctata ingår i släktet Euploea och familjen praktfjärilar. Inga underarter finns listade i Catalogue of Life.